# Distretto di Monsefú
Il distretto di Monsefú è uno dei venti distretti della provincia di Chiclayo, in Perù. Si trova nella regione di Lambayeque e si estende su una superficie di 44,94 chilometri quadrati.

Ha per capitale la città di Monsefú e contava 30.591 abitanti al censimento 2005.